# 1195
1195 (MCXCV) a fost un an obișnuit al calendarului iulian.

## Evenimente
- 2 aprilie: În cadrul unei reuniuni la Bari, Filip de Suabia primește de la fratele său, împăratul Henric al VI-lea, Toscana și teritoriile deținute cândva de Matilda de Toscana.
- 8 aprilie: Împăratul bizantin Isaac al II-lea Angelos este orbit și detronat de propriul său frate, care devine împărat ca Alexios al III-lea Angelos.
- 1 iunie: Bătălia de la Shamkor. Trupele gruzine înfrâng pe ildenizizii din Azerbaidjan.
- 19 iulie: Bătălia de la Alarcos. Conducătorul almohad Abu Yusuf Yakub al-Mansur obține o mare victorie asupra regelui Alfonso al VIII-lea al Castiliei.
- 13 septembrie: Bătălia de la Mozgawa. Opune armata Micii Polonii, formate din susținătorii tânărului duce Lech "cel Alb" și din trupele ruse trimise în ajutor de către cneazul Roman al Haliciului, și cea din Polonia Mare (Wielkopolska), a ducelui Mieszko al III-lea "cel Bătrân" și a aliaților săi din Silezia.

### Nedatate
- aprilie: Odată devenit și rege al Siciliei, împăratul Henric al VI-lea pretinde recuperarea de la Imperiul bizantin a teritoriilor cucerite cândva de către regele Wilhelm al II-lea al Siciliei în Balcani; împăratul bizantin Alexios al III-lea Angelos acceptă să îi ofere tribut, în schimbul renunțării la aceste pretenții teritoriale.
- iulie: Orașele italiene Crema, Milano și Brescia, declarate dușmane ale Imperiului romano-german, reînnoiesc Liga lombardă.
- Invazie de lăcuste consemnată în Ungaria și Austria.
- Novgorodul încheie un tratat cu orașele germane de la Marea Baltică.

## Arte, științe, literatură și filozofie
- Gioacchimo da Fiore scrie "Comentarii asupra Apocalipsei".
- Pentru concepțiile sale asupra primatului rațiunii asupra religiei, filosoful arab Averroes este trimis în exil de către Yakub al-Mansur; refugiat la Fez, filosoful este închis.

## Înscăunări
- 8 aprilie: Alexios al III-lea Angelos, împărat al Bizanțului (1195-1203)

## Nașteri
- 15 august: Antonio din Padova, predicator franciscan (d. 1231).
- Hugues I, rege al Ciprului (d. 1218)
- Geoffroi al II-lea de Villehardouin, principe cruciat de Ahaia (d. 1245)
- Ramon Berenguer al IV-lea, conte de Provence (d. 1245).

## Decese
- 6 august: Henric Leul, duce de Saxonia și de Bavaria (n. 1129).
- 17 decembrie: Balduin al V-lea, conte de Hainaut (n. 1150)
- Bernard de Ventadour, trubadur francez (n. ?)
- Gualdim Pais, mare maestru al Ordinului templierilor din Portugalia (n. 1118).
- Guillem de Bergueda, trubadur spaniol (n. 1130).